# 転換社債型新株予約権付社債
転換社債型新株予約権付社債（てんかんしゃさいがたしんかぶよやくけんつきしゃさい、英：convertible bond）は、日本の証券取引における社債の一つで、新株予約権付社債の一種である。一般に転換社債あるいはCBとも呼ばれている。

## 歴史
この社債は、1843年に、ニューヨーク・エリー鉄道が発行したのが最初である。鉄道事業には膨大な資金が必要であるが、収益発生までに時間がかかる。そこで、建設中は利息を払い、鉄道が完成し収益がうまれるようになったら株の値上りと配当を見込める、という社債を開発したのであった。

## 概要
転換社債型新株予約権付社債は、普通社債とは異なり、社債を事前に 決められた転換価額 で株式に転換することができる点に特徴がある金融商品である。なお、途中で転換価額を変更する条項を付け加えることも出来る。投資家から見れば、転換価額よりも株価が上昇すれば、株式に転換、売却する事で利益を得ることができる。逆に転換価額より株価が低いままなら、転換せずに満期日まで待つ（満期償還）ことで社債としての利息を受け取り続けることもできる。このように普通社債と違い投資家が利子以外で利益を得る手段を持つため、売却益を加味して普通社債より金利を低めに設定して発行される。
新株予約権を行使された発行会社は、予約権を行使したものに対して、新株を発行するか、自己株式（金庫株）を交付する。かつては、前者の方法のみであり、現在でもそちらが一般的であるが、2001年（平成13年）10月1日施行の改正商法により、金庫株が認められるようになったことから、後者の方法も可能になった。

### 転換価格修正条項付転換社債（MSCB）
転換価額を株価の変動に応じて上下に修正できる条項のあるものは、一般にMSCB（moving strike convertible bond 転換価格修正条項付転換社債あるいは下方修正条項付転換社債）と呼ばれているが、日本の会社法上は「転換社債型新株予約権付社債」と区別はされていない。なおアメリカではMSCBという呼称は用いられておらず、日本の野村證券が独自に言い出した用語である。こうした種類の社債のうち、転換価格の下方修正に下限が定められていないか、あるいは下限があったとしても非常に低いものを、アメリカで俗にDeath Spiral Convertible Bondと称することがある。下方修正条項には、転換価額が株価から一定割合以上乖離したときに発動されるものや、特定日の株価を元に転換価額を修正するものなどがある。

### 偶発転換社債 (CoCos)
ある突発的な条件が起きたときに株式に転換される社債をCoCos(Contingent convertible bonds 偶発転換社債)と呼ぶ。投資家は転換の有無を選ぶことが出来ない代わり に利率は通常の社債よりも高くなっている。これは銀行によって発行され、自己資本比率が基準値を下回ったときに発動される条件が付いている。発行条件によりBIS規制上のTier 1資本もしくはTier 2資本に組み入れることが出来る。劣後債に近い性質のものであり、通常の転換社債とは性質が大きく異なっている。

### 旧転換社債
転換社債型新株予約権付社債は、2002年（平成14年）以前は単に「転換社債」と呼ばれ、「ワラント債」と区別されていたが、新株予約権に関する規定を明確化した2002年（平成14年）4月1日の改正商法の施行により、従来の転換社債と従来のワラント債とは債券種別が同一となり、同じ「新株予約権付社債」という区分の中で債券の内容が異なるものであると定義された。両者を区別するときは、従来の転換社債は転換社債型新株予約権付社債、従来のワラント債は新株予約権付社債と呼ばれることになった。

### リスク
株式と債券の利点を兼ね備えた転換社債型新株予約権付社債は、債権者に利益だけをもたらす物ではない。発行元は自社株価の上昇を見越して転換社債型新株予約権付社債を発行し、後日株式で負債を支払う事で、キャッシュ・フローの合理化を目論む。しかし、そのあてが外れて株価が下落した場合は、負債を現金で支払わざるを得なくなり、結果として資金繰りが悪化する｡ヤオハンのように破綻・倒産した企業もある。
また、株式ではないためいわゆる「5%ルール」に抵触せずに買い集めることができることから、会社や他の投資家に知られることなく転換社債を買い集めて一気に転換し、突然大株主として経営の主導権を握ることも可能である。村上ファンドが阪神電気鉄道に対しこの方法で一気に大株主となり、最終的に阪神は長年のライバルであった阪急電鉄に経営統合させられることとなった。

## 証券取引所への上場
転換社債型新株予約権付社債は、各証券取引所に上場されているものも多い。証券取引所に上場することのメリットとして、以下のことが挙げられる。
- 流動性が確保できること
- 私募・海外発行と違い、国内一般投資家に対する不公平感がないこと
- 決済手続きが簡便になること

なお、いわゆるMSCBのうち、修正が6か月に満たない間隔で行われ、さらに下方修正転換価格が参照価格を下回って決定されうるものは、東京証券取引所においては上場を認められていない。

## 会計上の扱い
- 発行体では、転換社債型新株予約権付社債は、転換前は貸借対照表上の負債に計上されるが、転換行使期限が1年以上先の場合には固定負債に、1年未満の場合には流動負債となる。
- 転換社債型新株予約権付社債が株式に転換された場合、転換された社債に相当する額の分だけ負債が減少し、同額分、純資産が増加する。
- 純資産の増加は、新株発行の場合に限らず、自己株式を新株に代用して交付した場合であっても、保有自己株式が純資産のマイナス項目であるため同様の効果となる。このため転換社債型新株予約権付社債の株式への転換は基本的に中立的であり、(総資産)に影響を及ぼすものではない。

## 株主の差止請求
新株予約権は、法令違反・定款違反・著しい不公正な発行のいずれかの場合で、株主が不利益を受けるおそれがあるときは、株主は新株予約権の差止を請求できる（会社法247条）。
オートバックスセブンが行った新株予約権付社債発行については、オートバックス社の株主であるSilchester International Investors, International Value Equity Fund社が、東京地方裁判所に対し、新株予約権付社債発行差止仮処分の申立を行った。
「有利発行性」が裁判の論点になり、東京地方裁判所は、「債務者側がおこなった算定は合理的であり、本件新株予約権付社債の発行が有利発行に該当するとはいえない。」 として、Silchester International Investors, International Value Equity Fund社の新株予約権付社債発行差止請求を棄却した。これは、新株予約権付社債発行差止請求が棄却された、初の事例である。
債務者側で算定を行ったのはプルータス・コンサルティングであり、債権者側で算定を行ったのはクレジット・プライシング・コーポレーションである。債務者側の算定人であるプルータス・コンサルティングは、本算定において、モンテカルロ・シミュレーションという手法を採用し、債務者の将来株価のシミュレーションを行い、ある一定の前提を置いた発行者（債務者）、投資家の行動の結果、発生した将来の投資家の利益を現在価値に割り戻すという方法で、算定した結果、本件新株予約権単体の価値は、額面金額1億円の社債当たり198万円の算定結果を出した模様である。

## 転換社債型新株予約権付社債の評価
転換社債型新株予約権付社債の発行企業は、発行における公正価値の根拠に対して、既存株主に対して説明責任を負うこと、また訴訟リスクを回避するために、第三者機関に委託し、評価を行うのが一般的になっている。